# Мовілень (Молдова)
Мовілень (рум. Movileni) — село у Глоденському районі Молдови. Входить до складу комуни, адміністративним центром якої є село Кухнешть.

## Населення
За даними перепису населення 2004 року у селі проживали 969 осіб.
Національний склад населення села:
| Національність       | Кількість осіб | Відсоток   |
| -------------------- | -------------- | ---------- |
| молдавани румуни     | 939 10         | 96,9% 1,0% |
| українці             | 9              | 0,9%       |
| росіяни              | 5              | 0,5%       |
| інша / без відповіді | 6              | 0,6%       |
| Всього               | 969            | 100%       |